# Paul Schneider (Künstler)

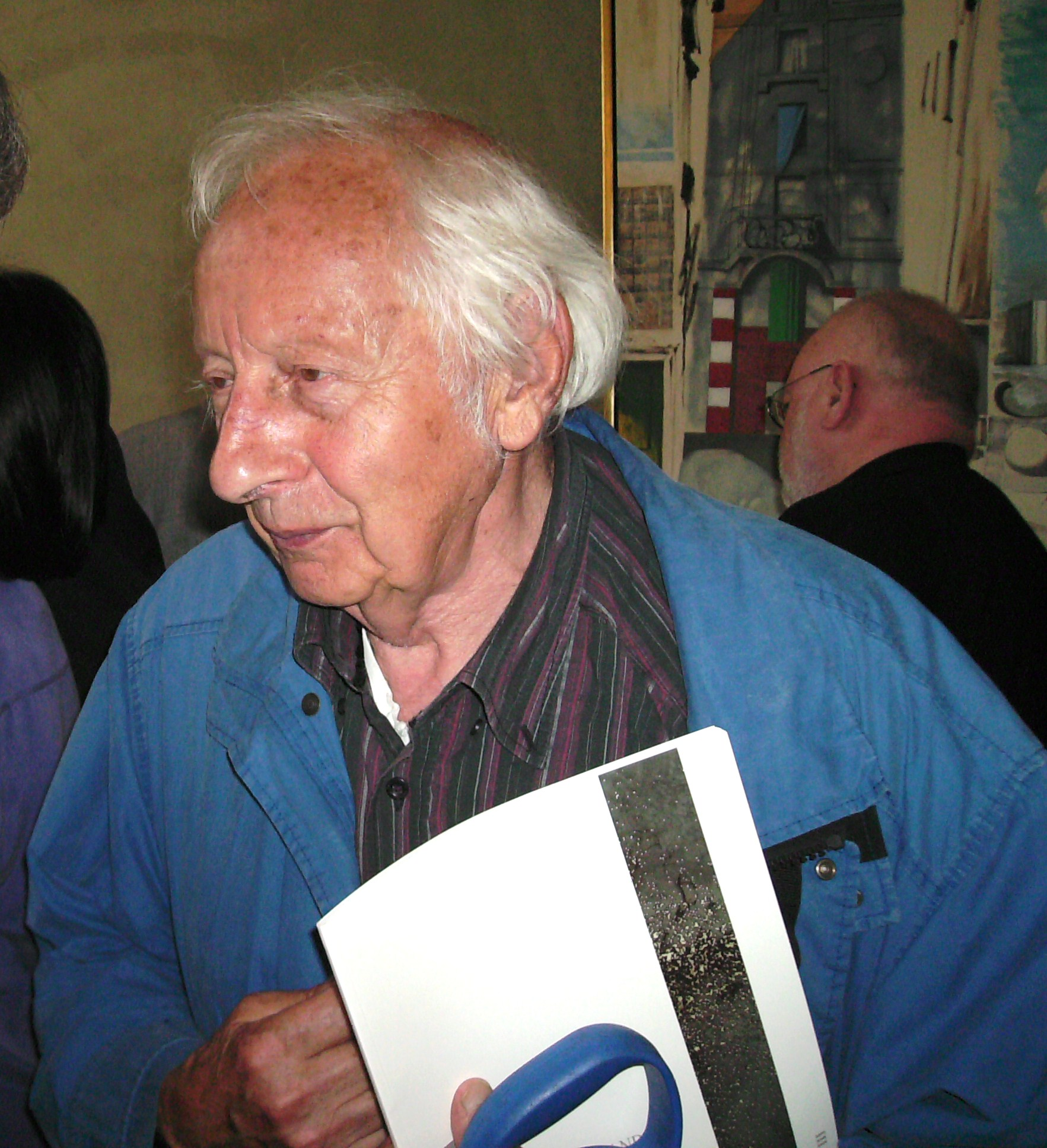
Paul Schneider

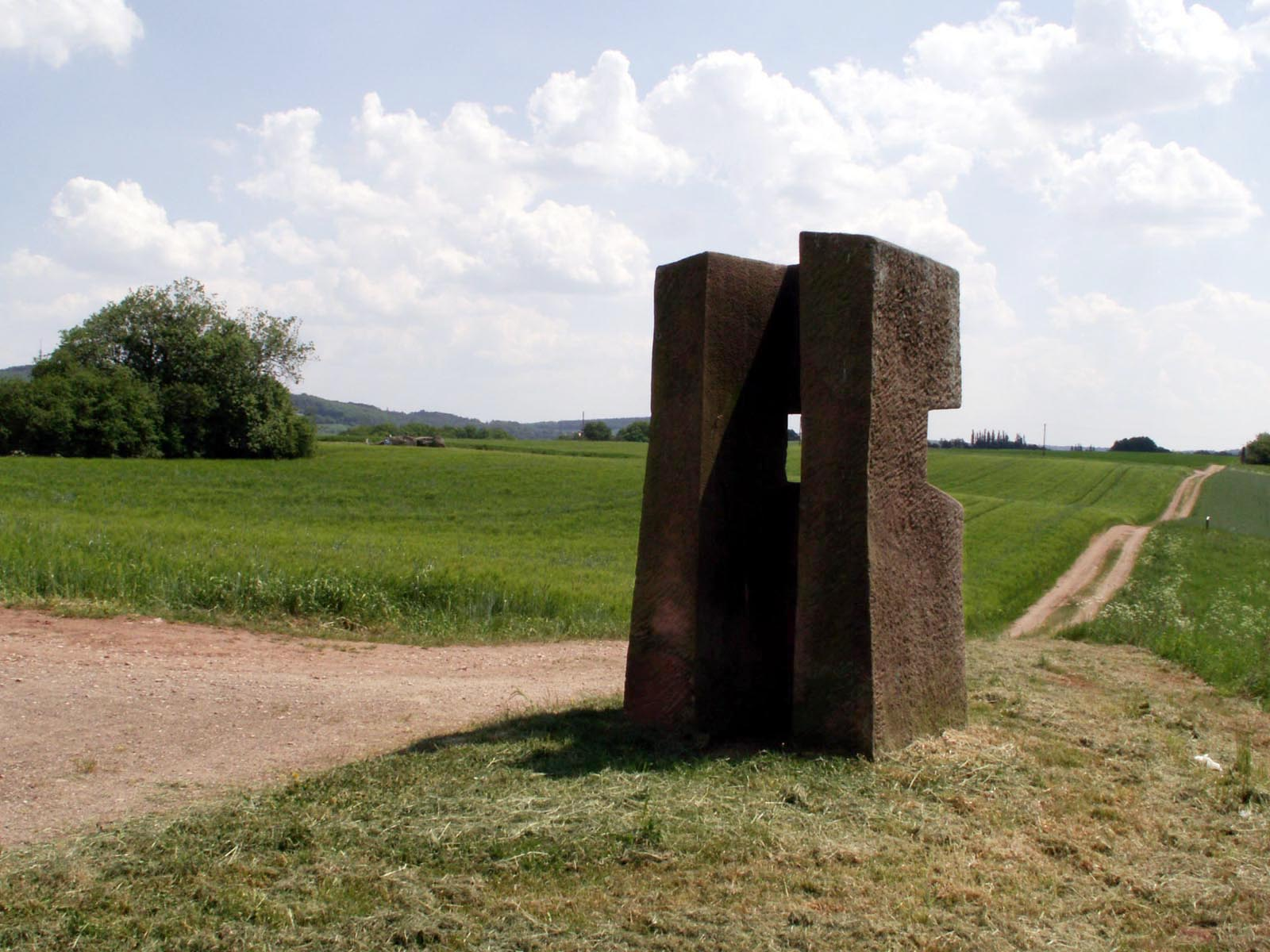
Durchblick in die Landschaft, Straße der Skulpturen (St. Wendel)

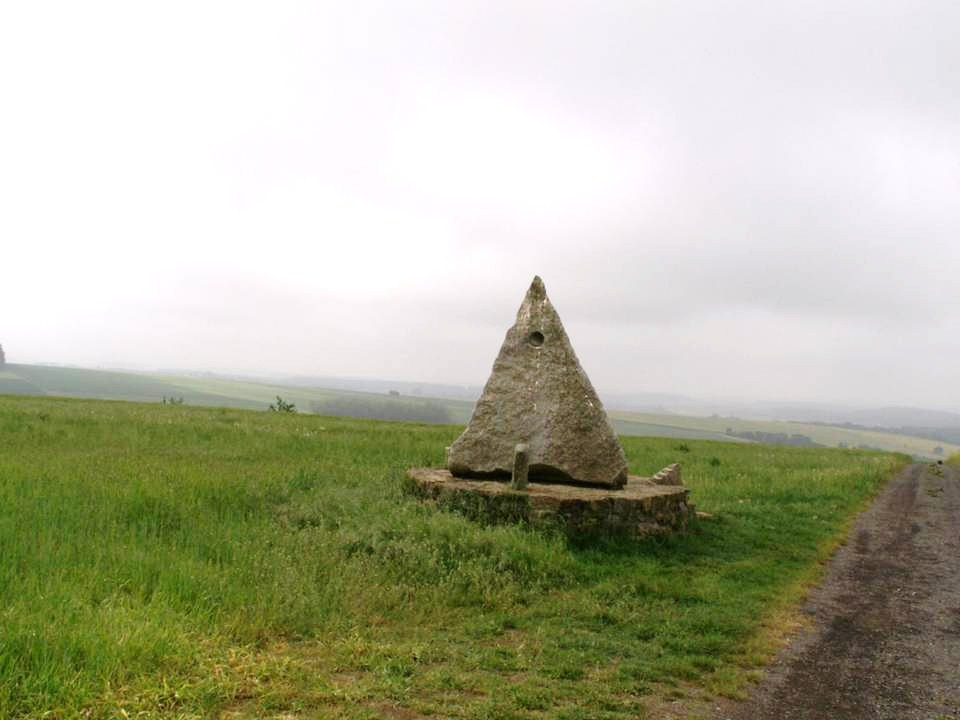
Durchblick in die Landschaft, Steine an der Grenze

Paul Schneider (* 5. Mai 1927 in Saarbrücken; † 16. April 2021) war ein deutscher Bildhauer.

## Biografie
Nach einer Maurerlehre im Jahr 1945 absolvierte Schneider eine Malerlehre, die er mit der Gesellenprüfung abschloss. Unterdessen entstand der Wunsch, Künstler zu werden. Bis 1948 besuchte er die örtliche Volkshochschule, an der er erste künstlerische Erfahrungen in der Arbeit mit Ton und in der Aquarellmalerei machte. Von 1948 bis 1951 studierte er an der Staatlichen Werkakademie Kassel bei den Professoren Kay Heinrich Nebel, Ernst Röttger und Arnold Bode, dem Begründer der documenta. Er belegte die Fächer Malerei, Zeichnen und Bildhauerei. Zur Finanzierung seines Studiums übernahm er Aufträge für Grabinschriften von einem Steinmetz. 1952 und 1953 studierte er an der Städelschule (Frankfurt) als Schüler des Bildhauers und Kunstpädagogen Hans Mettel. Nach zwei Semestern brach er sein Studium ab, da er sich in seinem freien Gestaltungswillen eingeschränkt sah. Seit 1953 ist Schneider als freischaffender Bildhauer tätig, zunächst von Saarbrücken aus. 
1958 führte ein Studienaufenthalt Schneider nach Italien, 1962 ein weiterer nach Griechenland. Der Künstler, der sich bis zu diesem Zeitpunkt schwerpunktmäßig mit figürlichen Kompositionen beschäftigte, löste sich in den Folgejahren von diesem Sujet, seine Arbeiten wurden immer abstrakter. 1967 belegte Schneider einen Schweißerlehrgang, der ihm Erfahrungen in einer für ihn neuen Arbeitsweise mit einem neuen Werkstoff brachte. Ein erstes Künstler-Symposion führte ihn 1969 in ein Stahlwerk in Košice, Slowakei.
1971 nahm er an dem ersten Internationalen Bildhauer-Symposion in St. Wendel teil, das von dem Bildhauer und späteren Kunstpädagogen Leo Kornbrust initiiert wurde. Ein Jahr später wurde er zur Teilnahme am mittlerweile arrivierten Symposion Europäischer Bildhauer im österreichischen St. Margarethen im Burgenland eingeladen, das im Jahr 1959 von Karl Prantl ins Leben gerufen worden war. In der Folgezeit nahm Schneider an zahlreichen Bildhauersymposien teil. In den Jahren 1976 bis 1978 arbeitete er wesentlich an der Neugestaltung der Saarbrücker Fußgängerzone mit. 1980 nahm Schneider an einem Symposion in Patiala (Punjab/Indien) teil, an das sich eine Studienreise anschloss. Zwei weitere Reisen nach Indien folgten 1989 und 1992.
Paul Schneider lebte und arbeitete in dem Merziger Stadtteil Bietzen.
Im Jahr 2007 wurde zu Ehren von Paul Schneider in seiner Heimatgemeinde Bietzen der Sonnensteinwanderweg eröffnet. Entlang des 11 km langen Rundwanderwegs sind 12 seiner Skulpturen aufgestellt.

## Steine an der Grenze

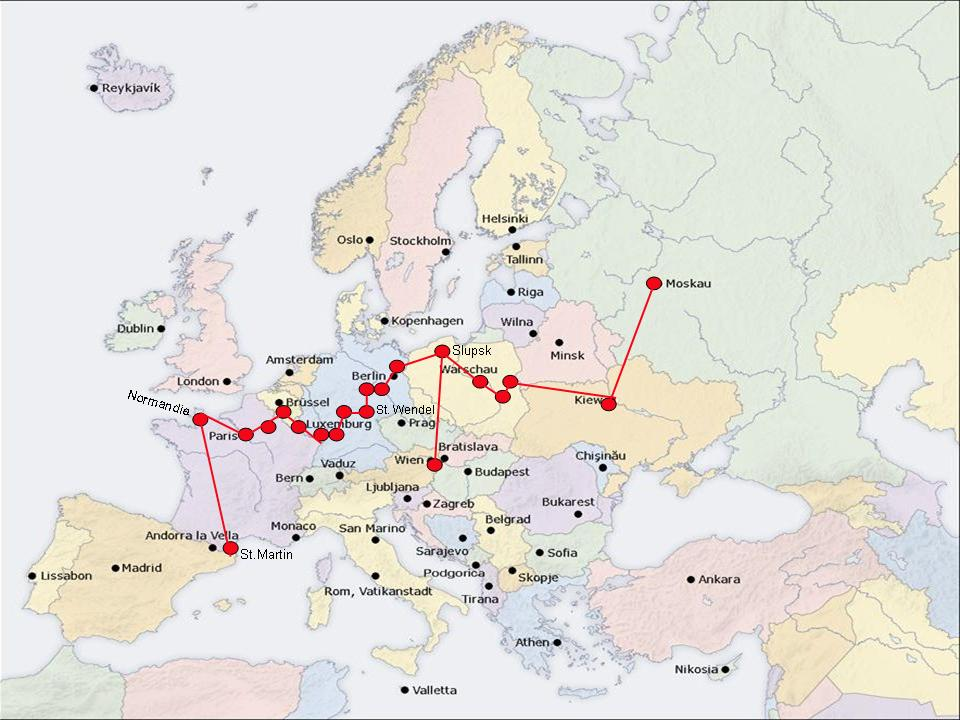
Straße des Friedens

Im Rahmen der Zusammenarbeit mit Karl Prantl während der „Symposien europäischer Bildhauer“ in St. Margarethen wuchs bei Schneider der Wunsch, ein eigenes Symposion zu veranstalten. 1985 gründete er mit Gleichgesinnten einen Förderverein, ein Jahr später veranstaltete dieser ein Bildhauersymposion bei Merzig. Zu diesem Symposion lud der Künstler Bildhauerkollegen aus Deutschland, Frankreich, Luxemburg und der Schweiz ein. Deren während des Symposions geschaffene Steinplastiken wurden am Verlauf von Wanderwegen entlang der deutsch-französischen Grenze auf einem Höhenzug des Saargaues zwischen den saarländischen Orten Büdingen und Wellingen und den lothringischen Nachbargemeinden Launstroff und Scheuerwald aufgestellt. Schneider gab dem Projekt den Namen „Steine an der Grenze“. Inzwischen fanden weitere sechs internationale Symposien statt, deren Arbeitsergebnisse die Skulpturenstraße ständig vergrößerten. 2013 umfasste sie Arbeiten von 32 Künstlern aus 16 Nationen. Im Jahr 2002 wurden die beiden saarländischen Projekte „Steine an der Grenze“ und „Straße der Skulpturen“ miteinander verbunden. Schneider brachte sein Projekt ebenso wie die St. Wendeler Skulpturenstraße in die von Leo Kornbrust initiierte „Straße des Friedens“ ein, die auf einer Idee des Malers und Bildhauers Otto Freundlich fußt.

## Ehrungen/Auszeichnungen
- 1984 Kunstpreis der Stadt Saarbrücken
- 1991 Ehrengast der Villa Massimo (Rom)
- 1997 Verleihung des Bundesverdienstkreuzes am Bande
- 1997 Preis der Sparda-Bank Südwest für besondere Leistungen der Kunst im Öffentlichen Raum
- 2000 Albert-Weisgerber-Preis für Bildende Kunst der Stadt St. Ingbert
- 2001 Preis der Sparda-Bank Südwest für besondere Leistungen der Kunst im Öffentlichen Raum